# Astronium ulei
Astronium ulei là một loài thực vật có hoa trong họ Đào lộn hột. Loài này được Mattick mô tả khoa học đầu tiên năm 1934.